# Sitiveni Rabuka
Sitiveni Rabuka (ur. 13 września 1948 w Cakaudrove) – fidżyjski wojskowy i polityk, w 1987 pełniący obowiązki prezydenta, w latach 1992–1999 i od 2022 premier Fidżi.

## Życiorys
Jako pułkownik armii Fidżi kierował bezkrwawymi zamachami stanu w 1987 roku; w maju odsunął od władzy premiera Timociego Bavadrę, przywracając wiodącą rolę polityczną rdzennym mieszkańcom kraju, w październiku doprowadził do proklamowania republiki i pełnego uniezależnienia się od Wielkiej Brytanii. W okresie od października do grudnia 1987 roku stał na czele państwa jako szef tymczasowego rządu wojskowego, w grudniu przekazał władzę pierwszemu prezydentowi republiki, Ratu Sir Penaia Ganilau.
Jako lider Soqosoqo ni Vakavulewa ni Taukei wygrał wybory parlamentarne w 1992 roku i stanął na czele rządu, zastępując dotychczasowego premiera Kamisese Marę. Nawiązał rozmowy z liderami ludności pochodzenia hinduskiego i doprowadził do zmian w konstytucji. 
W wyborach parlamentarnych w 1999 roku poniósł porażkę, w wyniku której w maju urząd premiera objął po raz pierwszy przedstawiciel ludności hinduskiej, Mahendra Chaudhry. W tym samym roku Rabuka objął wpływowe stanowisko szefa Wielkiej Rady Wodzów (organ ten m.in. wybiera prezydenta i mianuje 14 z 32 senatorów); ustąpił w 2001 roku pod naciskiem opinii publicznej – został oskarżony przez byłego prezydenta Kamisese Marę o faktyczne kierowanie przewrotem George'a Speighta w 2000 roku. W rezultacie tego przewrotu swoje stanowiska utracili zarówno prezydent Mara, jak i premier Chaudhry.